# Ancienne église de Pihlajavesi
L'ancienne église de Pihlajavesi (finnois : Pihlajaveden erämaakirkko) est une église luthérienne située à Pihlajavesi dans la commune de Keuruu en Finlande.

## Description

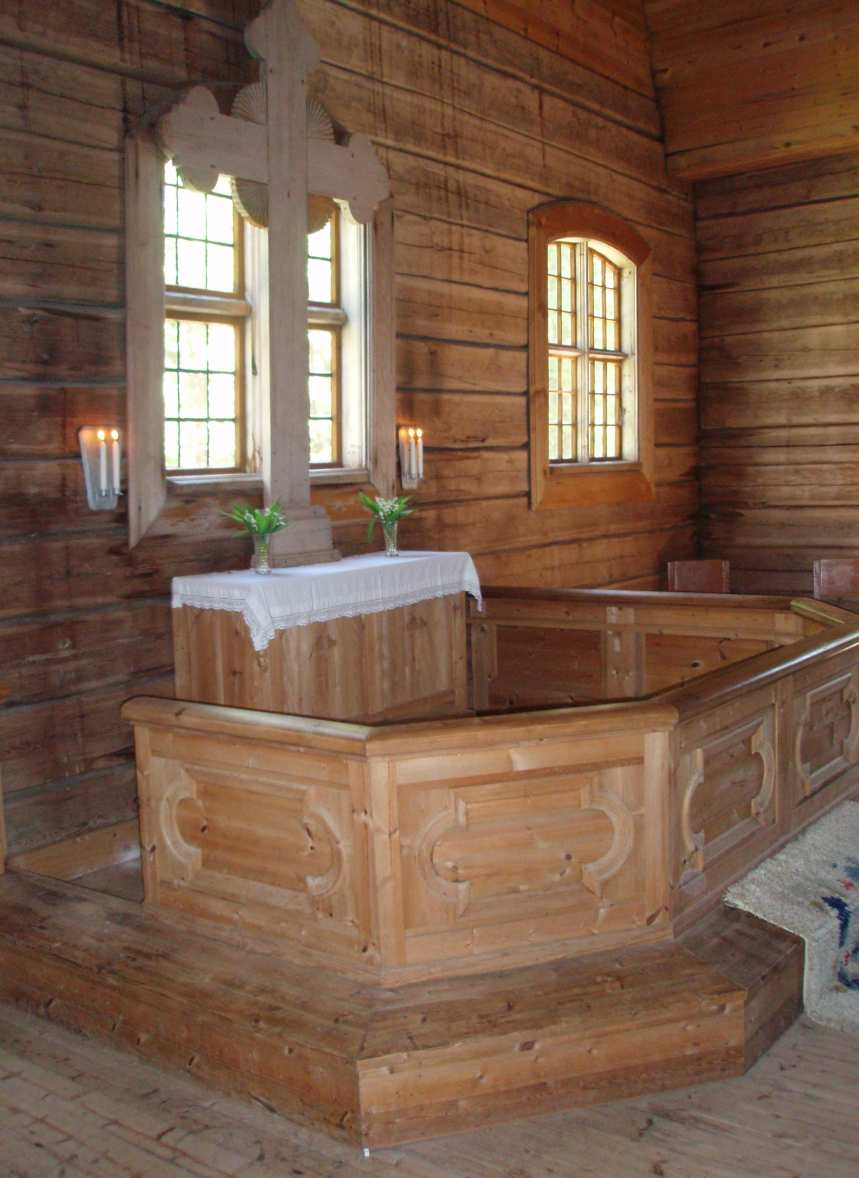
L'autel de l'ancienne église de Pihlajavesi